# Хмелёвщина
Хмелёвщина (укр. Хмелівщина) — село на Украине, находится в Ямпольском районе Винницкой области.
Код КОАТУУ — 0525683603. Население по переписи 2001 года составляет 27 человек. Почтовый индекс — 24525. Телефонный код — 4336.
Занимает площадь 0,14 км².

## Адрес местного совета
24525, Винницкая область, Ямпольский р-н, с. Петрашовка, ул. Ленина, 13